# 2. Fußartillerie-Brigade (Deutsches Kaiserreich)
Die 2. Fußartillerie-Brigade  war ein Großverband der Preußischen Armee.
In den Europäischen Armeen wurden zu Beginn des 18. Jahrhunderts Artillerie-Einheiten gebildet, neben der reitenden Artillerie die Fußartillerie, die sich dadurch auszeichnete, dass die Bedienungsmannschaften zu Fuß unterwegs waren.

## Geschichte
Die 2. Fußartillerie-Brigade wurde zum 11. September 1873 in Berlin aufgestellt, zum 1. April 1887 aufgelöst und am 30. März 1895 im pommerschen Thorn  wieder errichtet. Mit Kriegsbeginn 1914 erhielt der Brigadestab  die Bezeichnung Fußartillerie-Brigade-Kommando Nr. 2 und wurde zum 17. September 1915 zum General der Fußartillerie Nr. 10.
Im Rahmen der Umstrukturierung der Artillerie wurde sie zum 16. Februar 1917 Artillerie-Kommandeur Nr. 224 (Arko 224).

### Übergeordnete Einheiten
- bis 1914

Generalinspektion der Fußartillerie, nach der Umstrukturierung der Artillerie 1887 aus der Generalinspektion der Artillerie gebildet
- 1., Fußartillerie-Inspektion in Berlin
- ab Kriegsbeginn 1914
- 17. September 1915 bis 15. Februar 1917 nicht belegt
- 16. Februar 1917 bis 13. März 1918 224. Infanterie-Division
- 14. März 1918 bis Kriegsende Jäger-Division

### Gliederung/Untergeordnete Einheiten
- 1874

Ostpreußisches Fußartillerie-Regiment Nr.1, Pommersches Fuß-Artillerie-Regiment Nr. 2, Schleswigsches Fuß-Artillerie-Bataillon Nr. 9
- 1914

Fußartillerie-Regiment von Linger (Ostpreußisches) Nr.1, 1. Westpreußisches Fußartillerie-Regiment Nr.11, 2. Pommersches Fußartillerie-Regiment Nr.15, 2. Westpreußisches Fußartillerie-Regiment Nr.17
- Kriegsgliederung 1914

Stab III./Reserve-Fußartillerie-Regiment Nr. 7
- Kriegsgliederung am 5. März 1918

Feldartillerie-Regiment Nr. 284

### Erster Weltkrieg
Die Brigade war im Verband der 224. Infanterie-Division von Februar 1917 bis März 1918 an der Ostfront im Einsatz und kämpfte anschließend mit der Jäger-Division bis zum Kriegsende und Räumung der besetzten Gebiete an der Westfront.
Zu den Kampfhandlungen, Gefechten und Schlachten siehe Kampfgeschehen der 224. Infanterie-Division und Kampfgeschehen der Jäger-Division.

### Brigadekommandeure
| Name                              | Datum                                  |
| --------------------------------- | -------------------------------------- |
| Karl Gottfried Julius Hartmann    | 9. Juni 1874 bis 25. Juni 1881         |
| Franz Benedikt Wolff              | 26. Juni 1881 bis 12. September 1882   |
| Gustav Richter                    | 13. September 1882 bis 26. Juli 1894   |
| Erdmann von Reitzenstein          | 27. Juli 1884 bis 15. Juni 1900        |
| Wilhelm von Roth                  | 16. Juni 1900 bis 14. November 1904    |
| Karl Delius                       | 15. November 1904 bis 15. Oktober 1906 |
| Gustav von Heinrich               | 16. Oktober 1906 bis 19. April 1910    |
| Johann Wilhelm Wehrig             | 20. April 1910 bis 20. April 1911      |
| Richard Labes                     | 21. April 1911 bis 20. April 1913      |
| Georg Steinmetz                   | 21. April 1913 bis 19. November 1913   |
| Johann Schnabel                   | 20. November 1913 bis 1917             |
| Friedrich Freiherr von Richthofen | 1917 bis Kriegsende                    |